# Пикар, Жан
Жан Пика́р (фр. Jean-Felix Picard, 21 июля 1620 года, Ла-Флеш — 12 июля 1682 года) — французский астроном и священник, настоятель монастыря. Один из первых членов Парижской Академии наук, основанной в 1666 году. Ученик Гассенди, его преемник в Коллеж де Франс (профессор с 1655 года). Был одним из инициаторов создания Парижской обсерватории.

## Достижения
В 1669—1670 годах по поручению Академии измерил длину дуги меридиана между Парижем и Амьеном. По измерениям Пикара длина одного градуса меридиана оказалась равной 111,21 км, то есть всего на 0,03 км больше принятой в настоящее время. Таким образом, Пикар первым достаточно близко определил радиус Земли (в 6328,9 км, то есть с ошибкой всего в 0,44 %).
Впервые применил для угловых измерений инструменты, снабжённые вместо диоптров зрительными трубами с сеткой нитей. Созданный совместно с А. Озу нитяной микрометр с подвижными нитями Пикар установил на инструментах Парижской обсерватории и использовал для измерения угловых диаметров Солнца, Луны и планет, а также угловых расстояний между близкими звездами. Высказал мысль, что Земля не имеет точной формы шара.
Впервые предложил использовать маятниковые часы для определения прямых восхождений светил по наблюдению моментов прохождения их через меридиан. Первым в 1668 году производил с успехом наблюдения днем в меридиане и принимал в расчёт погрешности инструмента. Наблюдения Пикара были опубликованы в 1741 году астрономом Лемонье.
В 1672 году совместно с Кассини проводил наблюдения Марса во время его противостояния с целью определения параллакса Солнца. Полученный результат (9,5") по своей точности превосходил все предыдущие. В 1678 году Пикар приступил к изданию первого в истории астрономического ежегодника (на 1679 год). В 1680 году была издана книга Пикара о его поездке на остров Вен близ Копенгагена и раскопках на месте разрушенной знаменитой обсерватории Тихо Браге «Ураниборг».
Полученные Пикаром данные о размерах земного шара использовались Ньютоном для подтверждения закона всемирного тяготения.

## Память
В 1935 году Международный астрономический союз присвоил имя Жана Пикара кратеру на видимой стороне Луны. За измерение дуги меридиана ему была установлена пирамида (обелиск) в Жювизи-сюр-Орж.